# フレデリック・ハーヴィー (第3代ブリストル侯爵)

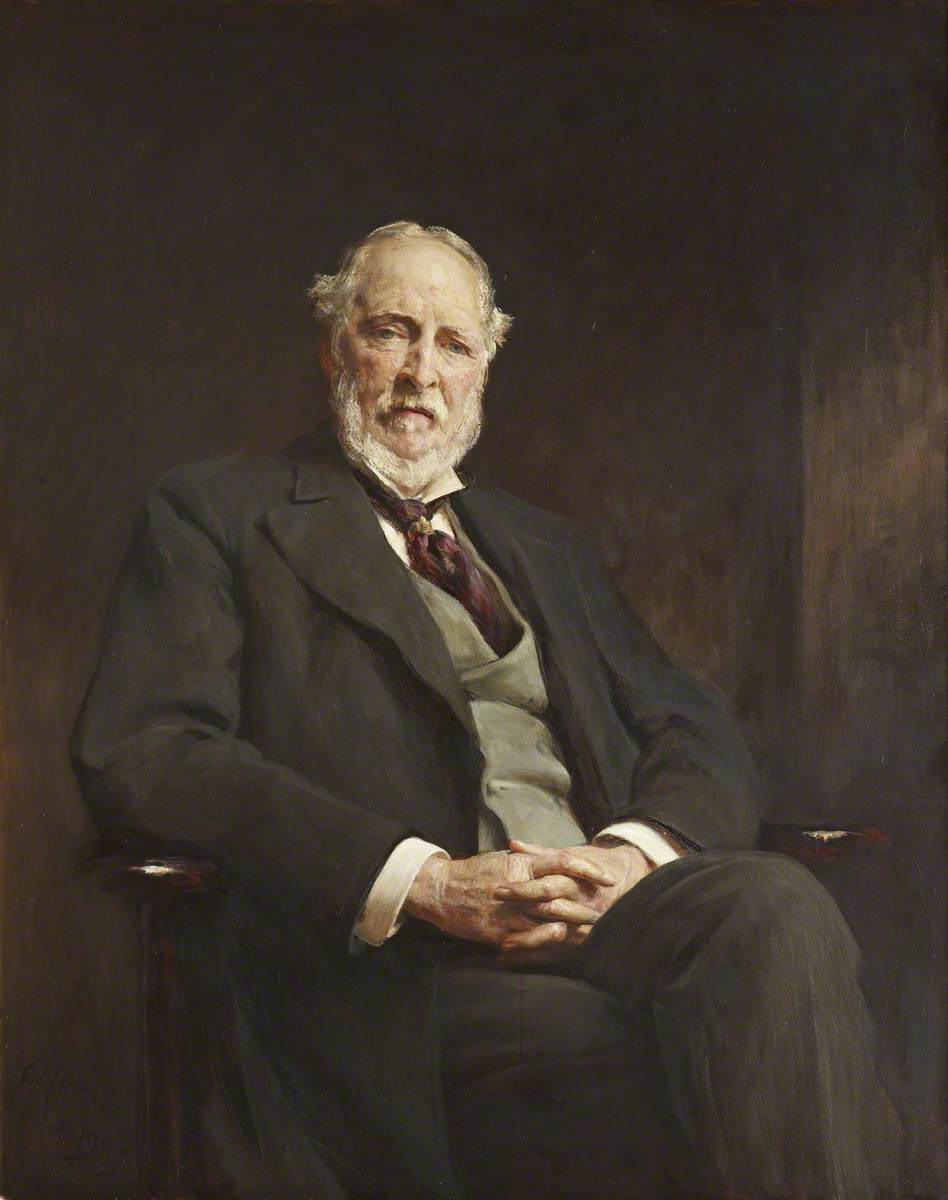
アーサー・ストックデイル・コープによる肖像画、1905年。

第3代ブリストル侯爵フレデリック・ウィリアム・ジョン・ハーヴィー（英語: Frederick William John Hervey, 3rd Marquess of Bristol、1834年6月28日 – 1907年8月7日）は、イギリスの貴族、政治家。保守党に属し、1859年から1964年まで庶民院議員を務めた。1834年から1859年までハーヴィー卿の、1859年から1864年までジャーミン伯爵の儀礼称号を使用した。

## 生涯

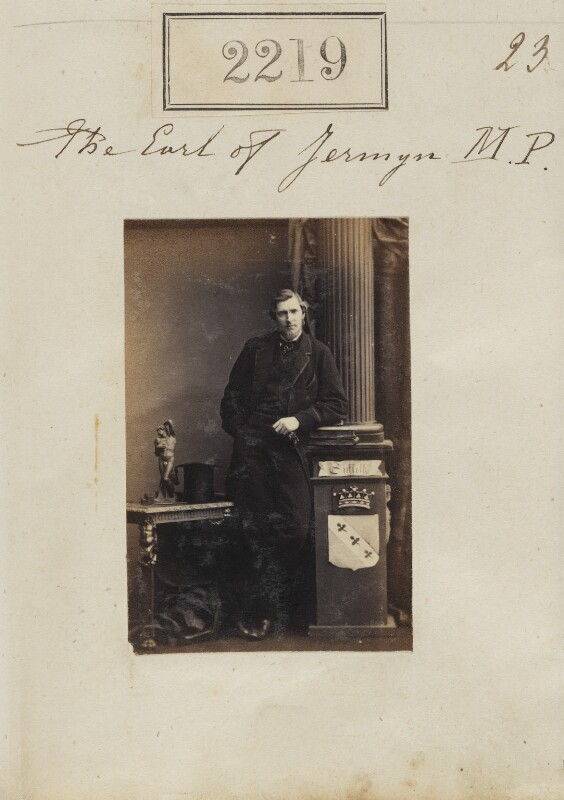
カミーユ・シルヴィによる肖像写真、1861年撮影。

第2代ブリストル侯爵フレデリック・ウィリアム・ハーヴィーと妻キャサリン・イザベラ（Katherine Isabella、旧姓マナーズ（Manners）、1809年2月4日 – 1848年4月20日、第5代ラトランド公爵ジョン・ヘンリー・マナーズの娘）の息子として、1834年6月28日にパトニー・ヒースのブリストル・ハウス（Bristol House）で生まれ、7月31日にパトニーのセント・メアリー教会で洗礼を受けた。イートン・カレッジで教育を受けた後、1853年2月26日にケンブリッジ大学トリニティ・カレッジに入学、1856年にM.A.の学位を修得した。
1854年12月14日にウェスト・サフォーク民兵隊の中尉に任命され、1856年3月17日に大尉に昇進、1865年1月10日に名誉隊長に任命された。1860年11月8日、サフォークの副統監に任命された。サフォークの治安判事も務め、1886年2月15日にはサフォーク統監に任命され、1907年に死去するまで務めた。
1859年イギリス総選挙で保守党候補としてサフォーク西部選挙区から出馬、1,958票（得票数1位）で当選した。1864年10月30日に父が死去すると、ブリストル侯爵位を継承した。
1883年時点でサフォークに16,981エーカーの、リンカンシャーに13,745エーカーの、エセックスに1,131エーカーの、サセックスに157エーカーの領地を所有し、合計で年収41,270ポンド相当だった。
1907年8月7日にイックワースで死去、10日に同地で埋葬された。息子がおらず、爵位は弟オーガスタス・ヘンリー・チャールズの息子フレデリック・ウィリアム・フェインが継承した。
ブリストル侯爵死去の翌日、『タイムズ』紙のルイス・アップルトン（Lewis Appleton）は侯爵が貴族院で国際紛争の平和的解決を訴えたと評価した。

## 家族

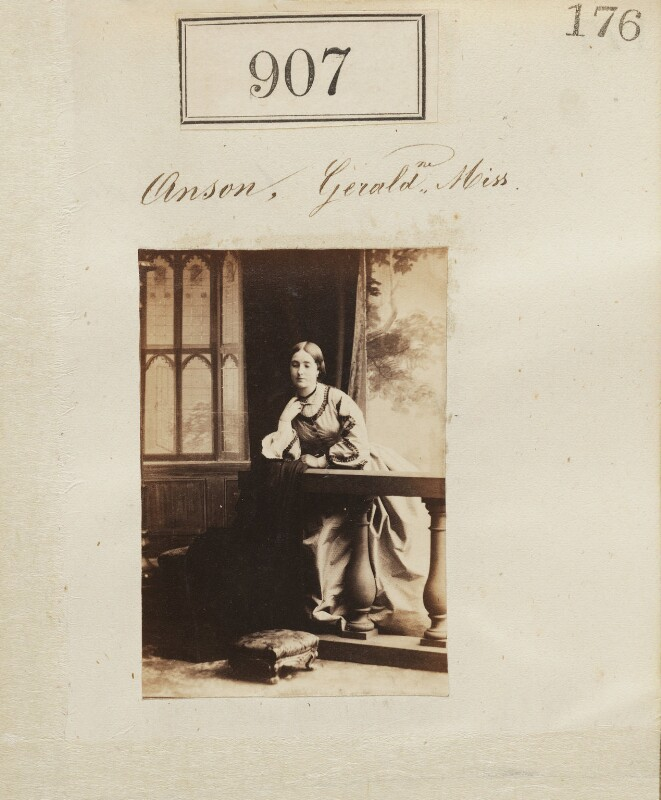
ブリストル侯爵夫人ジェラルディン。カミーユ・シルヴィ撮影、1860年。

1862年3月4日、ジェラルディン・ジョージアナ・メアリー・アンソン（1843年 – 1927年1月25日、ジョージ・アンソン閣下の娘）と結婚、2女をもうけた。
- キャサリン・アディン・ジェラルディン（Katherine Adine Geraldine、1864年1月15日[7] – 1948年11月2日） - 1886年3月4日、アラン・ハーヴィー・ドラモンド（Allan Harvey Drummond、1913年1月28日没）と結婚、子供あり[10]
- アリス・アデライザ（Alice Adeliza、1874年3月9日[7] – 1962年[12]） - 1896年8月29日、第3代ヒルトン男爵ヒルトン・ジョリフ（英語版）（1945年5月26日没）と結婚、子供あり[10]